# Mathias Mußweiler
Mathias Josef Mußweiler (* 13. April 1822 in Wittlich; † 10. Juni 1902 in Wiesbaden) war ein deutscher Architekt und kommunaler Baubeamter.

## Leben
Mußweiler absolvierte seine Berufsausbildung in Saarbrücken. Um 1853 ließ er sich in St. Wendel nieder. Am 22. August 1855 trat er der St. Wendeler Casinogesellschaft bei und plante und Baute das Casinogebäude. In der Folge leitete er als Kommunalbaumeister die städtische Bautätigkeit. 1879 verließ er St. Wendel und zog nach Wiesbaden.

## Bauten und Entwürfe
- 1852–1853: Stummsche Kapelle in Neunkirchen
- 1853–1856: Pfarrkirche St. Georg in Hentern
- 1857: Casinogebäude in St. Wendel
- 1863: Neubau des Turms und Sanierung des Kirchenschiffs der Evangelischen Kirche in St. Wendel
- 1863: Entwurf für einen Neubau der Pfarrkirche St. Mariä Himmelfahrt in Namborn (nicht ausgeführt)
- 1863: Entwurf für die Erweiterung der katholischen Kirche in Urexweiler
- 1865: Adler-Apotheke in St. Wendel, Schlossstraße
- 1865: Hospitalkapelle in St. Wendel
- 1879: Geschäftshaus in St. Wendel, Bahnhofstraße